# Bandeira de Guam

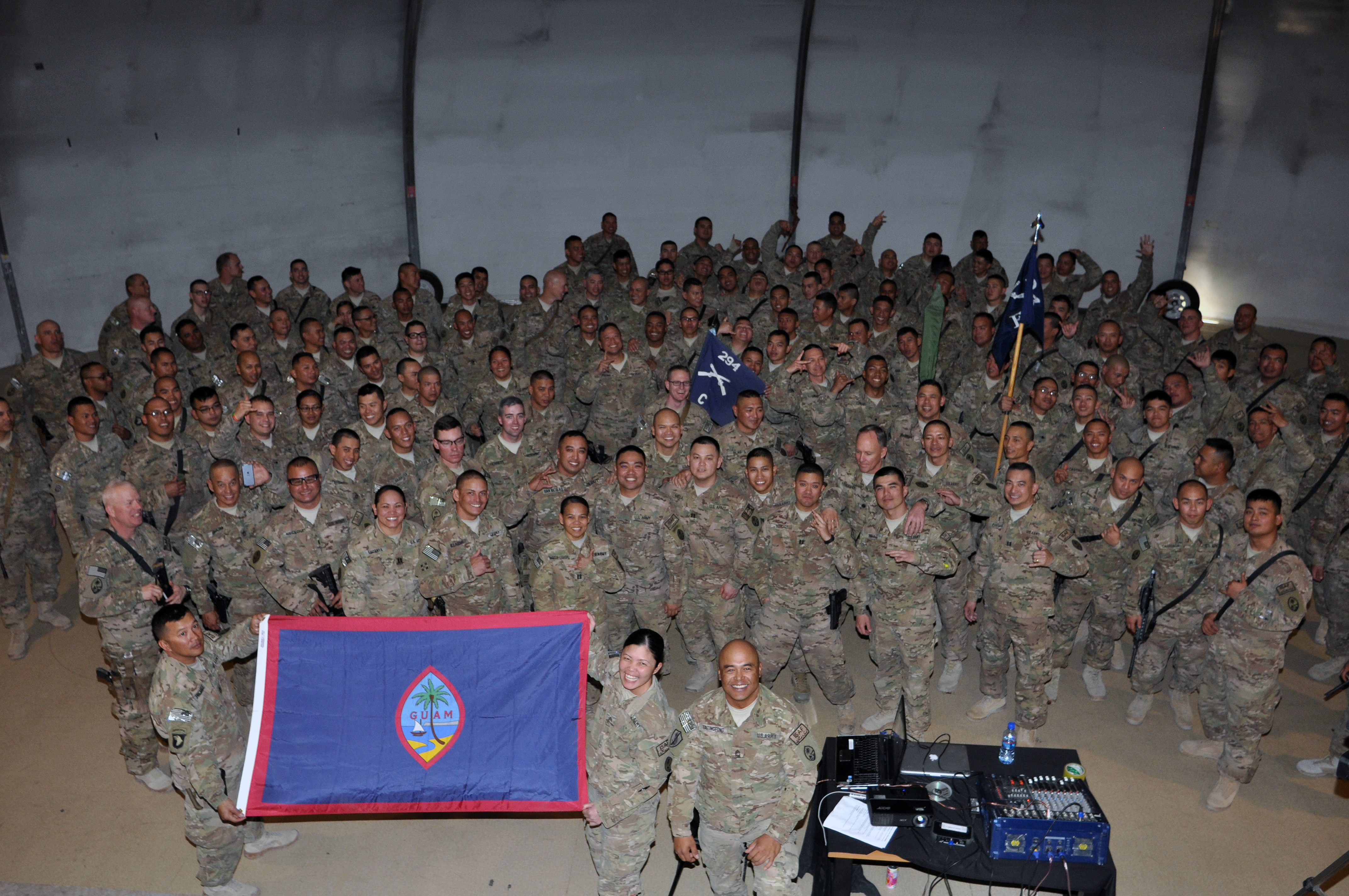
Soldados da Guarda Nacional de Guam com a bandeira guamesa em Cabul, no Afeganistão

A Bandeira de Guam, adotada em 9 de Fevereiro de 1948, é um dos símbolos oficiais do arquipélago.

## História
A inspiração original para o design do selo de Guam é contestada hoje. As três inspirações mais prováveis, no entanto, são as obras do artista local Francisco Feja, um fotografo do ex-governador Robert E. Coontz de 1912 e esboços de Helen Paul, esposa do comandante Carrol E. Paul. De acordo com os documentos de Anita M. Elvidge, esposa de Ford Q. Elvidge, nomeada governador civil de Guam de 1953 a 1956, devido à demanda popular por uma bandeira da ilha em 1917, um projeto de Helen Paul foi aprovado e gravado em Washington DC por Roy C. Smith, governador naval de Guam.

Bandeira durante o mandato das Índias Orientais Espanholas
Bandeira durante a ocupação por parte do Império do Japão
Bandeira de 1917-1960

## Características

Brasão de Guam

Seu desenho consiste em um retângulo de proporção largura-comprimento de 22:41 de campo azul com uma borda vermelha. No centro da bandeira há o Brasão de Guam, que consiste numa "amêndoa" vertical com uma paisagem praiana e a inscrição "GUAM" escrita em caixa alta com letras não serifadas na cor vermelha. As cores da bandeira são: o azul Pantone 280C, e o vermelho, 200C.

## Simbolismo
O azul simboliza o Oceano Pacífico. O brasão, que tem o formato de um estilingue usado pelos Chamorros para caça, representa a proteção e a resistência. A paisagem é uma representação simplificada da foz do Rio Hagåtña, perto de Hagåtña, capital do país. A palmeira solitária representa um coqueiro que resistiu ao destrutivo tufão de 1918, e representa a perseverança, coragem, além da importância que a plantação de cocos tem na economia local. No fundo da paisagem há a representação do promontório "Two Lover's Point" ("Ponta dos Dois Amantes"), local que representa a fidelidade por uma boa causa; isso decorre de uma lenda local que diz que dois amantes preferiram pular juntos a falésia e morrer a casar com outras pessoas as quais os mesmos não amavam. A jangada (localmente chamada Proa) representa o Povo Chamorro e suas habilidades náuticas, além de representar bravura.

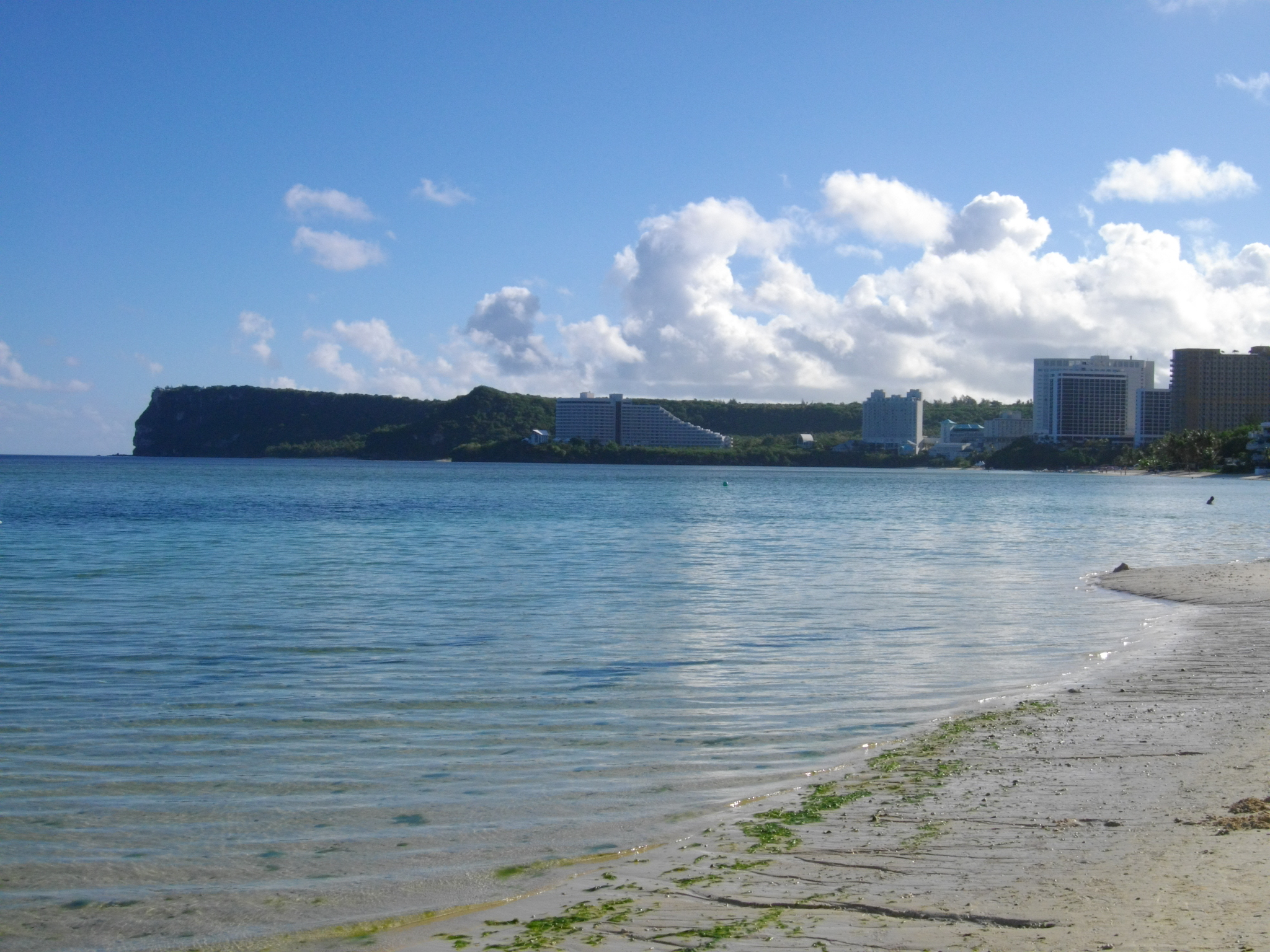
"Two Lover's Point" ("Ponta dos Dois Amantes") vista da baía de Tumon
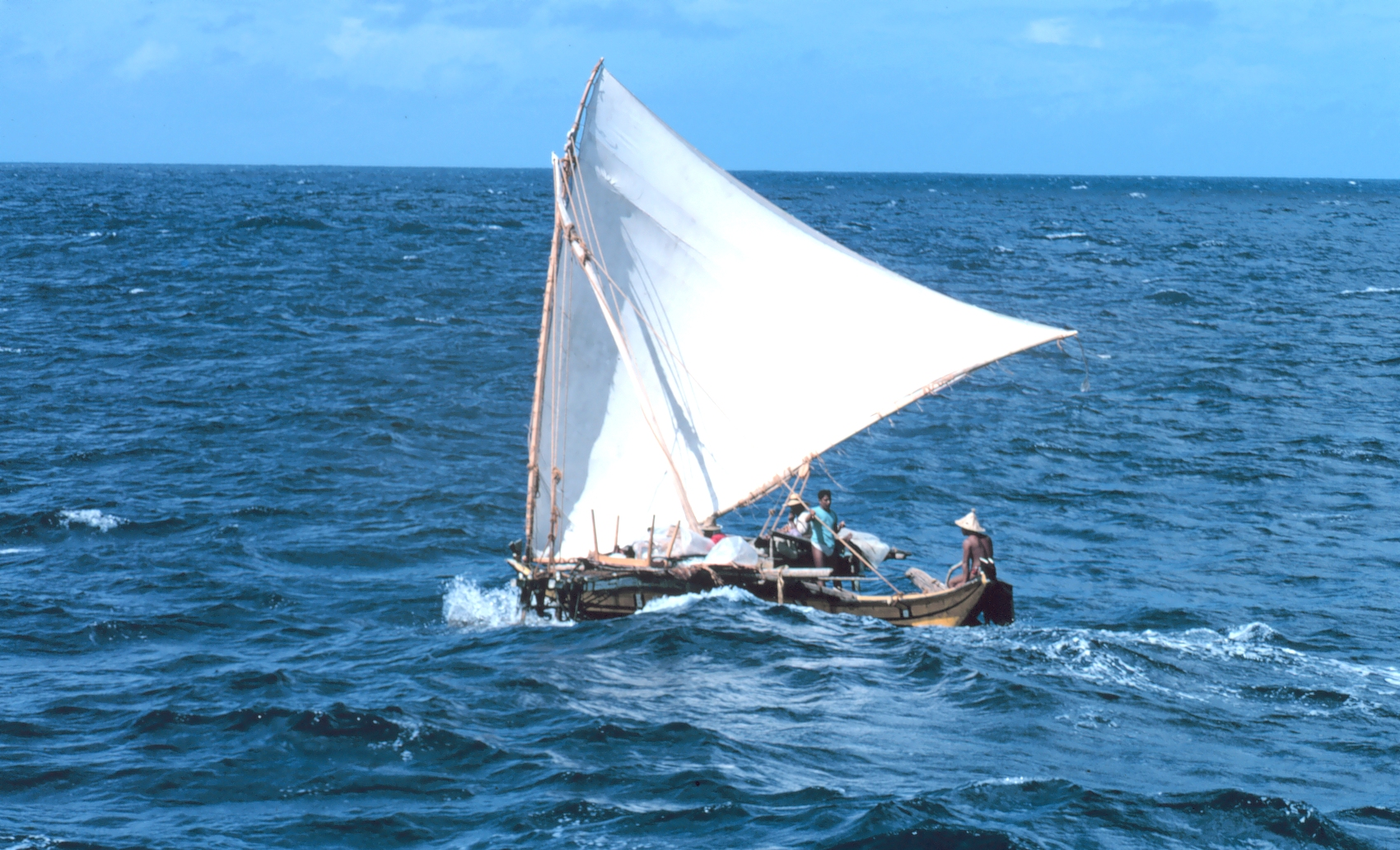
Uma proa, jangada representada na bandeira

## Usos

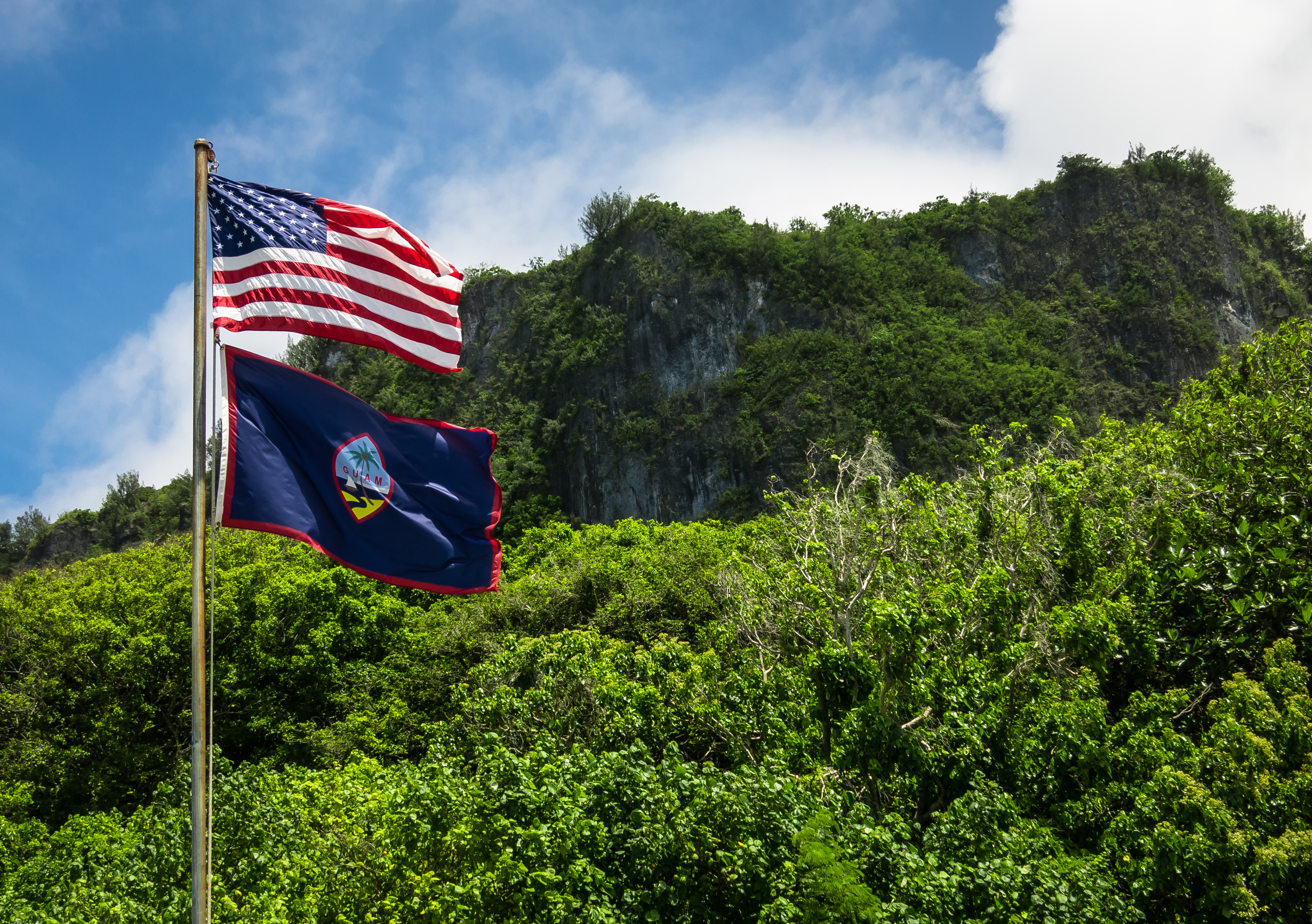
Bandeiras de Guam e dos Estados Unidos hasteadas no mesmo mastro

As formas de uso da bandeira são definidos no §408 da "Lei da bandeira de Guam".
1. A bandeira territorial de Guam deve ser exibida ao ar livre durante o dia ou, se estiver adequadamente iluminada, durante as horas de escuridão, e durante essas horas deve ser exibida apenas em edifícios, equipes de bandeiras ou adriças. A bandeira territorial de Guam será hasteada rapidamente e baixada cerimoniosamente.
2. Quando a bandeira de Guam é hasteada juntamente com a bandeira dos Estados Unidos em um único bastão ou adriça, ela deve ser hasteada abaixo da bandeira dos Estados Unidos. Quando a bandeira de Guam é hasteada ou exibida juntamente com a bandeira dos Estados Unidos, exceto em um único cajado ou adriça, ela deve ser hasteada ou exibida abaixo ou à esquerda da bandeira dos Estados Unidos.
3. Quando a bandeira de Guam é hasteada sozinha, por ordem oficial, e a bandeira dos Estados Unidos estiver sendo hasteada a meio mastro, a bandeira de Guam também deve ser hasteada a meio mastro.
4. Representantes de governos estrangeiros estão autorizados a exibir suas respectivas bandeiras nacionais em seus escritórios, não obstante a posição de uma exibição nas proximidades da Bandeira de Guam ou da Bandeira dos Estados Unidos.